# サクラ大戦V 〜さらば愛しき人よ〜
『サクラ大戦V 〜さらば愛しき人よ〜』（サクラたいせんファイブ さらばいとしきひとよ）は、株式会社セガが2005年7月7日に発売したPlayStation 2用ゲームソフト。サクラ大戦シリーズのナンバリングタイトル第5作目。
2010年3月には、欧米における初のサクラ大戦シリーズとして、PlayStation 2版とWii版がNIS Americaから『Sakura Wars: So Long, My Love』のタイトルで発売された。

## 概要
舞台は紐育（ニューヨーク）。本作から主人公も変わり、第4作までの主人公である大神一郎の甥にあたる大河新次郎となる。
ヒロインは、ジェミニ・サンライズ、サジータ・ワインバーグ、リカリッタ・アリエス、ダイアナ・カプリス、九条昴、ラチェット・アルタイルの6人。ラチェットは、本作以前のアニメーション映画『サクラ大戦 活動写真』に登場したキャラクターであり、その他のヒロインはジェミニを除いて初出、ジェミニは本作の前史にあたる『サクラ大戦V EPISODE 0〜荒野のサムライ娘〜』で先行登場している。
サブタイトルは、レイモンド・チャンドラーの『さらば愛しき女よ』からの引用。当初はツタンカーメンのエピソードも加える構想だったが、諸事情によりカットされた。またツタンカーメンのエピソードは、OVA『サクラ大戦 ニューヨーク・紐育』で描かれている。

## ストーリー
1928年、舞台は自由と希望の新天地、紐育。蒸気革命により、紐育は世界屈指の大都市へと変貌を遂げた。この街にあるのは、絶えることなきフロンティア・スピリット。人々はより高みを目指し、挑戦を続けていた。しかし、当時のアメリカは建国されてからまだ150年あまり。歴史を求め、人々は様々な伝統文化を取り込む。その結果、人々は「魔」なる存在も引き込んでしまった。
それら「魔」から紐育を守るため、ある秘密防衛組織が設立される。その名は「紐育華撃団」。
その頃、帝都・上野公園に一人の若き青年将校がいた。「帝国華撃団」総司令・大神一郎大尉の甥、大河新次郎少尉である。大帝国劇場において、新次郎は大神に「紐育華撃団・星組」への入隊を命じられる。不安と期待が入り混じる中、新次郎は大神に見守られながら日本を離れる。目指すは新天地、紐育。今、紐育の平和を守るため、若き戦士達が戦いに挑む。

## 構成
シリーズの伝統を受け継ぎ、全8話のエピソードからなる話数構成で、各話の最後にはTVアニメーションを模した次回予告が入るのは従来通り。本作のキャッチフレーズは、帝都の「太正桜に浪漫の嵐」、巴里の「愛の御旗のもとに」につづき、「摩天楼にバキュ〜ン」となっている。

### 戦闘パート
戦闘パートはサクラ大戦で3作目から採用されている「ARMSゲージ」を使用したシステムだが、次のように大幅にシステムが変化した。
- 「エリア移動」や「空中・地上分戦」といった、複数領域を移動しながらの戦闘がある。
- ランダム発生だった「連携攻撃」がプレイヤー任意に変更され、ランダムで「三人連携」も発生するようになった。それらに伴って「連携度」というパラメータが登場。特定のイベントや、連携攻撃を使用すると上昇し、連携攻撃の威力が上がり、連携時のセリフも変化する。
- 作戦コマンドが「風・林・火・山」から「心・技・体」に変更された。
- 隊長が隊員をかばう「かばう」に加え、隊長が隊員を呼び寄せる「ヘルプミー」が追加された。
- 回復や連携攻撃にも気力値を使うようになった。また、アドベンチャーパートで得た信頼度によって、戦闘開始時の気力の初期値が変化するようになった。その関係で、必殺技、合体技の発動に必要な気力値が変更された。
- 「行動コスト」という概念の導入により、ターンの回ってくる順番がその時の行動によって変わるようになった（例えば、全く行動せずにターンを終了すれば次のターンが速く回ってくる。逆に行動コストを大幅に消費する「エリア移動」などを行うと、ターンの回ってくる順番が遅くなる）。
- スター各機に特殊効果が設定され、同じエリアにいるスターに効果を与えるようになった。
- 隊長度や連携度といったパラメータを2周目以降のプレイに引き継げるようになった。

シリーズ恒例の、アニメーションによる各キャラクターの必殺攻撃・各ヒロインとの合体攻撃は健在だが、本作ではゲーム中での機体のバージョンアップイベントが無いため、必殺技が人型形態と空戦形態でそれぞれ一種類ずつである（主人公の新次郎のみ2周目以降究極必殺技が使用可）。
戦闘時の華撃団参上決め台詞は紐育が舞台となることに伴い「イッツ・ショータイム！」に、また命令への返答が「イエッサー！」に変更されている（本来「サー」は男性に対して使われる語であるが、作中では女性であるラチェットからの命令に対してもこの返答が使われている）。

#### 必殺技
名前の横の（）内は各自が乗る霊子甲冑の色及び名前。1は陸上戦での技、2は空中戦での技、3は合体技（新次郎のみ究極必殺技）。
大河新次郎 （白 / フジヤマスター）
1. 狼虎滅却・暴虎氷牙（ろうこめっきゃく・ぼうこひょうが）
  - 力強い剣閃で空を切り裂き、それによって巻き起こる氷嵐で周囲を吹き荒らす。なお、新次郎の成長レベルに応じて攻撃力・射程範囲が増す。

2. 狼虎滅却・雲雷疾飛（ろうこめっきゃく・うんらいしっぴ）
  - 機体を一気に加速させ、翼のように展開された霊力の刃で敵を斬る。これも新次郎の成長レベルに応じて攻撃力・射程範囲が増す。

3. 狼虎滅却・超新星（ろうこめっきゃく・スーパーノヴァ）
  - 星組全員の霊力を同調させて巨大なエネルギーを作り出し、悪意ある敵だけを破壊する。攻撃範囲は戦闘マップ内の敵全て。

ジェミニ・サンライズ （オレンジ / ロデオスター）
1. ランブリング・ホイール
  - 意味は「水車斬」。ミフネ流剣法の必殺剣。本来は愛馬ラリーとのコンビ技であり、水車の如く回転するラリーにまたがったジェミニが刀を振るう。

2. ターニング・スワロー
  - 意味は「燕返し」。ミフネ流剣法の極意。燕のように空中を飛び、その時に描いた孤の中の全ての敵を粉砕する。

3. ふたりの明日はホームラン

サジータ・ワインバーグ （黒 / ハイウェイスター）
1. バーディクト・チェイン
  - 意味は「評決の鎖」。チェーンを周囲に放って結界をつくり、そこから発する霊力によって結界内の敵をまとめて攻撃する。

2. ギルティ・ストライク
  - 意味は「悪を討つ」。空中でシザースチェーンを左右に伸ばし、高速で回転しながら敵に体当たりする。

3. I'll be night here（意訳：今夜は楽しくなりそうだ）

リカリッタ・アリエス （モスグリーン / シューティングスター ）
1. モア！モア！ショット！！
  - ガンマスターと呼ばれるショットガンタイプの銃で乱れ撃ちを行う。

2. バッファロー・ゴー！ゴー！
  - 武装飛行船エイハブから射出される、バッファローという名の巨大な銃を用いて攻撃する。

3. ズキュンと一発、ハートにショット

ダイアナ・カプリス （青 / サイレントスター）
1. フィト・リメディエーション
  - 意味は「大自然の恵み」。回復技であり、ランチャーで薬を調合し、周囲にそれを散布する。

2. メジャー・オペレーション
  - 意味は「大手術」。効果は「フィト・リメディエーション」と同じだが、回復範囲がかなり広くなっている。

3. 微熱……

九条昴 （紫 / ランダムスター）
1. 狂咲（くるいざき）
  - 前方の敵に対し、鉄扇での乱舞で攻撃する。

2. 走馬燈（そうまとう）
  - 霊力で実体のある分身を2つ作り出し、合計3機で敵を攻撃する。

3. 禁断の放課後

### ミニゲーム
本シリーズ恒例のミニゲームは、本作では存在しない。『サクラ大戦 〜熱き血潮に〜』と同じく、携帯コンテンツとの連動という形をとっている。

## 用語
お守り
新次郎がニューヨークに旅立つ際、大神から手渡されたもの。「苦しいとき以外に開けてはいけない」という大神からの言いつけがある。最終章にてその中身が鏡だったことが判明し、「自分を信じろ」という大神のメッセージが伝わる。
五輪曼陀羅
五輪の戦士が使える技。五輪の戦士のうち一人の命を犠牲にして敵を人柱の中に封印する。過去の五輪の戦士はこの技を信長に対して使っている。しかし『V』の最終章より、それを使う戦士たちにある程度の能力がある場合、いっさいの犠牲を出さずにこの技を使用する事が可能であると思わせる描写がある。
高野聖（こうや ひじり）
過去に信長を封印した五輪の戦士の一人。新次郎の前世に当たる人物。新次郎は彼の記憶から五輪曼陀羅を完成させるには人柱が一人必要になることを知る。モデルは高野聖。

## スタッフ
- 総合プロデューサー - 広井王子
- キャラクター原案 - 藤島康介
- キャラクターデザイン - 松原秀典
- シリーズ構成・脚本 - あかほりさとる
- 作曲・音楽監督 - 田中公平
- アニメーション制作 - Production I.G

## 主題歌
OP「地上の戦士」
作詞 - 広井王子 / 作曲 - 田中公平 / 歌 - 紐育華撃団・星組
ED「Kiss me sweet」
作詞 - 広井王子 / 作曲 - 田中公平 / 編曲 - 岸村正実 / 歌 - 紐育華撃団・星組
挿入歌「ここはパラダイス」
作詞 - 広井王子 / 作曲 - 田中公平 / 編曲 - 根岸貴幸 / 歌 - マイケル・サニーサイド（内田直哉）、プラム・スパニエル（麻生かほ里）、吉野杏里（本名陽子）